# 鎌田義孝
鎌田 義孝（かまだ よしたか、1964年 - ）は、日本の映画監督。北海道名寄市出身。

## 経歴
北海道滝川高等学校、法政大学経営学部経営学科卒業。卒業後、映像制作会社ウッドオフィスに所属。
演出助手を経て、1991年、爆笑問題、ホンジャマカ他が出演したドラマ「水着でKISS ME」（テレビ東京系）で演出家デビュー。その後、ドキュメンタリー番組、企業PR映像、Vシネマ等を手がける。
1997年よりフリーランスとして活動。サトウトシキ監督、勝山茂雄監督、上野俊哉監督の作品に助監督として参加する。1998年、ピンク映画「若妻不倫の香り」（原題「サラ」）で映画監督デビュー。
2005年、長編映画「YUMENO」を発表した。「YUMENO」はモントリオール世界映画祭、釜山国際映画祭、レインダンス映画祭ほか他数の国際映画祭に出品された。　　　

## フィルモグラフィー

### 映画
- 若妻 不倫の香り（1998年）
- あぶない情事 獣のしたたり（1998年）
- YUMENO（2005年）
- TOCKA（タスカー）（2022年）

### オリジナルビデオ
- 男の妄想写真館より 淫撮グラフティー（1997年）
- FOUR STREETS LOVE スキ!（1998年）
- ペリカンロード（2001年）

### テレビ
- ハッピィサルベージ（2000年 テレビ朝日）

- わたしが子どもだったころ（2008年 NHK）